# Câmpia Turzii
Câmpia Turzii (njem.; Jerischmarkt, mađ.; Aranyosgyéres) je grad u županiji Cluj u Rumunjskoj. Treći grad po veličini u županiji nakon Cluja, Turde i Deja.

## Zemljopis
Grad se nalazi u središnjem dijelu povijesne pokrajine Transilvanije, oko 45 km jugoistočno od županijskog središta Cluja. Nalazi u središnjoj kotlini Transilvanije, na rijeci Râul Arieș, na nadmorska visina od oko 300 m.

## Stanovništvo
Prema popisu stanovništva iz 2002. godine grad je imao 26.823 stanovnika. Većinsko stanovništvo u Rumunji (23.346), s mađarskom (2.190) i romskom (1.250) manjinom. Početkom 20. stoljeća podjednak broj stanovništva činili su Mađari i Rumunji.

## Vanjske poveznice
- Službena stranica grada

### Ostali projekti
|  | Zajednički poslužitelj ima još gradiva o temi Câmpia Turzii |